# Мяо Жуйлинь
Мяо Жуйлинь (1964; кит. упр. 缪瑞林, пиньинь Miào Rùilín) — политический деятель Китая, ранее занимавший должность мэра Нанкина. В ноябре 2018 года был задержан антикоррупционным агентством Коммунистической партии Китая, в то время когда работал вице-губернатором Цзянсу.
Был делегатом на XVIII съезде КПК и делегатом на XI и XII съездах Всекитайского собрания народных представителей.

## Биография
Родился в уезде Жудун, провинция Цзянсу. Окончил сельскохозяйственный колледж провинции Цзянсу, где получил степень бакалавра в области сельского хозяйства, а затем докторскую степень по управлению земельными ресурсами. Служил на различных государственных должностях, включая руководителя Бюро развития сельскохозяйственных ресурсов провинции Цзянсу, заместителя секретаря коммунистической партии, мэра и секретаря партии городского округа Суцянь. В январе 2013 года был избран вице-губернатором провинции Цзянсу. В декабре 2013 года, после ареста мэра Нанкина Цзи Цзянье, был назначен исполняющим обязанности мэра Нанкина, а затем утвержден эту должность в январе 2014 года. Работал на этом посту до января 2018 года.  В январе 2018 года снова был избран вице-губернатором провинции Цзянсу.

### Снятие с должности
15 ноября 2018 года попал под следствие за серьёзные нарушения законов и нормативных актов Центральной комиссии КПК по проверке дисциплины, внутренним дисциплинарным органом партии и Национальной надзорной комиссией, высшим органом по борьбе с коррупцией в Китае. 28 апреля 2019 года был исключен из партии.
19 ноября 2019 года Мяо Жуйлинь был приговорен к 10 годам и 6 месяцам тюремного заключения за получение взятки в размере 7,2 млн юаней Народным судом Циндао.